# Xaniona molops
Xaniona molops är en insektsart som först beskrevs av Lethierry 1884.  Xaniona molops ingår i släktet Xaniona och familjen dvärgstritar. Inga underarter finns listade i Catalogue of Life.